# Il nostro piccolo grande amore
Il nostro piccolo grande amore (The Little Couple) è un docu-reality statunitense che va in onda su TLC dal debutto del 26 maggio 2009. L'emittente italiana che trasmette il programma è  Real Time.
La serie è incentrata nel raccontare le vite di Bill Klein e di Jennifer Arnold, entrambi nati presentando una forma di nanismo. Jen è alta 96,5 centimetri mentre Bill è 122 cm. Jen è una neonatologa, che lavora presso l'ospedale pediatrico del Texas, e Bill è un uomo d'affari che si occupa di forniture mediche e telemarketing.
Essi hanno adottato due bambini, di nome William di 10 anni e Zoey di 8 anni, provenienti rispettivamente dalla Cina e dall'India, anche loro affetti da nanismo.
Dal 15 marzo 2015 va in onda in prima tv la settima stagione su Real Time.

## Episodi
| Stagione | Stagione | Episodi | Premiere USA      | Season Finale USA |
| -------- | -------- | ------- | ----------------- | ----------------- |
|          | 1        | 15      | 26 maggio 2009    | 4 agosto 2009     |
|          | 2        | 18      | 27 settembre 2009 | 23 febbraio 2010  |
|          | 3        | 19      | 1º giugno 2010    | 7 dicembre 2010   |
|          | 4        | 24      | 31 maggio 2011    | 1º novembre 2011  |
|          | 5        | 35      | 20 marzo 2012     | 15 ottobre 2013   |
|          | 6        | 24      | 4 marzo 2014      | 17 giugno 2014    |
|          | 7        | 20      | 2 dicembre 2014   | 30 giugno 2015    |
|          | 8        | 10      | 5 gennaio 2016    | 8 marzo 2016      |
|          | 9        | 10      | 19 settembre 2017 | 21 novembre 2017  |